# نورث منکیتو (مینه‌سوتا)
نورث منکیتو (به انگلیسی: North Mankato) شهری در شهرستان نیکولت ایالت مینه‌سوتا در کشور ایالات متحده آمریکا است که جمعیت آن در سرشماری سال ۲۰۱۰ میلادی، ۱۳۳۹۴ نفر بوده‌است.